# Карл Хайнрих фон Ведел
Карл Хайнрих фон Ведел (на немски: Carl Heinrich von Wedel; * 12 юли 1712 в Гьориц в Укермарк в Бранденбург; † 2 април 1782 в Гьориц) е благородник от стария род фон Ведел от Померания, кралски пруски генерал-лейтенант и военен министър.
Той е син на Георг Вилхелм (* 1661; † 13 юли 1731), съветник в Укермарк, главен съдебен директор и наследстен господар на Гьориц, и съпругата му Мария Салома фон Айкщет († 1731).
Карл Хайнрих фон Ведел учи в къщи и в Берлин. На 15 години той влиза в пруската войска. На 23 юни 1740 г. Фридрих II го прави капитан и командир на батальон (Нр. 6).
Ведел участва в двете войни в Силезия и на 14 август 1743 г. е повишен на майор. През 1745 г. той е ранен. На 8 септември 1751 г. той става полковник-лейтенант и е награден с Pour le Mérite на 31 май 1752 г. Кралят го прави полковник на 17 юни 1755 г.
През 1756 г. Ведел тръгва със своя регимент в Седемгодишната война. Първата битка е при Прага на 6 май 1757 г.
Фридрих II повишава Ведел на 22 февруари 1759 г. на генерал-лейтенант. и на 20 юли на „Диктатор“:
След смъртта на министър фон Кате кралят му дава на 11 декември 1660 г. военното управление. На 27 януари 1761 г. Ведел става първи военен министър. Той напуска службата си на 4 септември 1779 г. и се оттегля в своето имение Гьориц.

## Фамилия
Карл Хайнрих фон Ведел се жени 1747 г. за Фридерика Августа фон Броекер (* 17 февруари 1731; † 23 януари 1785). Те имат четири дъщери и един син, между тях:
- Каролина Фридерика (* 19 февруари 1748; † 5 юни 1780)[2], омъжена на 10 февфруари 1768 г. за Хайнрих Вилхелм фон Анхалт (1734 – 1801), син на Вилхелм Густав фон Анхалт-Десау
- Фридерика Албертина (* 17 септември 1751; † 8 октомври 1825), омъжена за Карл Филип фон Анхалт (1732 – 1806), пруски генерал-майор, син на генерал-лейтенант принц Вилхелм Густав фон Анхалт-Десау
- Улрика Хенриета (* 17 януари 1753; † 20 април 1819), омъжена за Георг Самуел Вилхелм фон Герсдорф (* 13 май 1744; † 21 януари 1810), съветник в Цюлихау
- Карл Ото (* 26 август 1754; † 13 април 1834)